# Gryllopsis pallida
Gryllopsis pallida är en insektsart som beskrevs av Lucien Chopard 1969. Gryllopsis pallida ingår i släktet Gryllopsis och familjen syrsor. Inga underarter finns listade i Catalogue of Life.